# A.C. Milan w sezonie 2005/2006
Wyniki spotkań, terminarz i skład piłkarskiego zespołu A.C. Milan w sezonie 2005/06.

## Osiągnięcia
- Serie A: 3. miejsce
- Puchar Włoch: odpadnięcie w 1/4 finału
- Liga Mistrzów: odpadnięcie w 1/2 finału

## Chronologiczna lista spotkań
| Lp. | Data                 | Rozgrywki     | Kraj      | Przeciwnik       | Gdzie | Wynik     | Bramki                                                                                       |
| --- | -------------------- | ------------- | --------- | ---------------- | ----- | --------- | -------------------------------------------------------------------------------------------- |
| 1   | 28 sierpnia 2005     | Serie A       | Włochy    | Ascoli Calcio    | W     | 1:1 (0:0) | Szewczenko 63' – Cudini 58'                                                                  |
| 2   | 10 września 2005     | Serie A       | Włochy    | AC Siena         | S     | 3:1 (2:1) | Ambrosini 15', Szewczenko 31', Kaká 81' – Tudor 44'                                          |
| 3   | 13 września 2005     | Liga Mistrzów | Turcja    | Fenerbahçe SK    | S     | 3:1 (1:0) | Kaká 18', 88', Szewczenko 89' – Alex 62'(k)                                                  |
| 4   | 18 września 2005     | Serie A       | Włochy    | UC Sampdoria     | W     | 1:2 (1:1) | Gilardino 19' – Bonazzoli 38', Tonetto 58'                                                   |
| 5   | 21 września 2005     | Serie A       | Włochy    | S.S. Lazio       | S     | 2:0 (2:0) | Szewczenko 12', Kaká 14'                                                                     |
| 6   | 25 września 2005     | Serie A       | Włochy    | Treviso FC       | W     | 2:0 (1:0) | Szewczenko 44', Gilardino 73'                                                                |
| 7   | 28 września 2005     | Liga Mistrzów | Niemcy    | FC Schalke 04    | W     | 2:2 (1:1) | Seedorf 1', Szewczenko 59' – Larsen 3', Altintop 70'                                         |
| 8   | 2 października 2005  | Serie A       | Włochy    | Reggina Calcio   | S     | 2:1 (2:0) | Maldini 5', 20' – Cavalli 90+2'                                                              |
| 9   | 16 października 2005 | Serie A       | Włochy    | Cagliari Calcio  | W     | 2:0 (2:0) | Gilardino 1', Szewczenko 27'                                                                 |
| 10  | 19 października 2005 | Liga Mistrzów | Holandia  | PSV Eindhoven    | S     | 0:0       | -                                                                                            |
| 11  | 23 października 2005 | Serie A       | Włochy    | US Palermo       | S     | 2:1 (1:1) | Gattsuo 29', Inzaghi 77' – Caracciolo 28'                                                    |
| 12  | 26 października 2005 | Serie A       | Włochy    | Empoli FC        | W     | 3:1 (1:1) | Gilardino 5', 50', Vieri 55' – Šimić 34'(s)                                                  |
| 13  | 29 października 2005 | Serie A       | Włochy    | Juventus F.C.    | S     | 3:1 (3:0) | Seedorf 14', Kaká 26', Pirlo 45' – Trezeguet 76'                                             |
| 14  | 1 listopada 2005     | Liga Mistrzów | Holandia  | PSV Eindhoven    | W     | 0:1 (0:1) | Farfan 11'                                                                                   |
| 15  | 6 listopada 2005     | Serie A       | Włochy    | Udinese Calcio   | S     | 5:1 (3:0) | Gilardino 25', 53', Seedorf 37', Pirlo 45', Kaká 77' – Iaquinta 60'                          |
| 16  | 20 listopada 2005    | Serie A       | Włochy    | ACF Fiorentina   | W     | 1:3 (1:1) | Gilardino 24' – Toni 10', 87', Jorgensen 77'                                                 |
| 17  | 23 listopada 2005    | Liga Mistrzów | Turcja    | Fenerbahçe SK    | W     | 4:0 (1:0) | Szewczenko 16', 51', 70', 76'                                                                |
| 18  | 26 listopada 2005    | Serie A       | Włochy    | US Lecce         | S     | 2:1 (1:0) | Pirlo 4', Inzaghi 90+5' – Konan 67'                                                          |
| 19  | 29 listopada 2005    | Puchar Włoch  | Włochy    | Brescia Calcio   | S     | 3:1 (2:0) | Rui Costa 26', Gilardino 40', Vieri 69' – Alberti 47'                                        |
| 20  | 3 grudnia 2005       | Serie A       | Włochy    | Chievo Werona    | W     | 1:2 (1:1) | Kaładze 22' – Pellissier 45+1', Tribocchi 82'                                                |
| 21  | 6 grudnia 2005       | Liga Mistrzów | Niemcy    | FC Schalke 04    | S     | 3:2 (1:1) | Pirlo 42', Kaká 52', 60' – Poulsen 43', Lincoln 66'                                          |
| 22  | 11 grudnia 2005      | Serie A       | Włochy    | Inter Mediolan   | W     | 2:3 (1:1) | Szewczenko 38'(k), Stam 83' – Adriano 23'(k), 90+1', Martins 59'                             |
| 23  | 18 grudnia 2005      | Serie A       | Włochy    | FC Messina       | S     | 4:0 (1:0) | Szewczenko 22', 47', Pirlo 83', Gilardino 85'                                                |
| 24  | 21 grudnia 2005      | Serie A       | Włochy    | AS Livorno       | W     | 3:0 (1:0) | Gilardino 23', 60', Szewczenko 71'                                                           |
| 25  | 8 stycznia 2006      | Serie A       | Włochy    | Parma F.C.       | S     | 4:3 (3:1) | Cardone 27'(s), Gilardno 29', Kaká 36', Szewczenko 81' – Cannavaro 24', Marchionni 70', 85'  |
| 26  | 11 stycznia 2006     | Puchar Włoch  | Włochy    | Brescia Calcio   | W     | 4:3 (2:1) | Seedorf 15', Inzaghi 31', Rui Costa 48', 88'(k) – Del Nero 38', Di Biagio 60'(k), Hamsik 71' |
| 27  | 15 stycznia 2006     | Serie A       | Włochy    | AS Roma          | W     | 0:1 (0:0) | Mancini 81'                                                                                  |
| 28  | 18 stycznia 2006     | Serie A       | Włochy    | Ascoli Calcio    | S     | 1:0 (1:0) | Inzaghi 4'                                                                                   |
| 29  | 22 stycznia 2006     | Serie A       | Włochy    | AC Siena         | W     | 3:0 (1:0) | Kaká 12', 84' Szewczenko 69'                                                                 |
| 30  | 25 stycznia 2006     | Puchar Włoch  | Włochy    | US Palermo       | S     | 1:0 (0:0) | Gilardino 41'                                                                                |
| 31  | 28 stycznia 2006     | Serie A       | Włochy    | UC Sampdoria     | S     | 1:1 (1:1) | Szewczenko 12' – Gasbaroni 36'                                                               |
| 32  | 31 stycznia 2006     | Puchar Włoch  | Włochy    | US Palermo       | S     | 0:3 (0:2) | Gonzalez 10', 49' Caracciolo 18'                                                             |
| 33  | 5 lutego 2006        | Serie A       | Włochy    | S.S. Lazio       | W     | 0:0       | -                                                                                            |
| 34  | 8 lutego 2006        | Serie A       | Włochy    | Treviso FC       | S     | 5:0 (1:0) | Kaká 14', Szewczenko 54', 64', Gilardino 62', Inzaghi 73'                                    |
| 35  | 12 lutego 2006       | Serie A       | Włochy    | Reggina Calcio   | W     | 4:1 (2:1) | Inzaghi 14', 52', 90+2', Gilardino 37' – Paredes 10'                                         |
| 36  | 18 lutego 2006       | Serie A       | Włochy    | Cagliari Calcio  | S     | 1:0 (1:0) | Gilardino 23'(k)                                                                             |
| 37  | 21 lutego 2006       | Liga Mistrzów | Niemcy    | Bayern Monachium | W     | 1:1 (0:1) | Szewczenko 58' – Ballack 23'                                                                 |
| 38  | 26 lutego 2006       | Serie A       | Włochy    | US Palermo       | W     | 2:0 (0:0) | Inzaghi 72', Szewczenko 83'(k)                                                               |
| 39  | 5 marca 2006         | Serie A       | Włochy    | Empoli FC        | S     | 3:0 (0:0) | Inzaghi 77', 86', Szewczenko 81'                                                             |
| 40  | 8 marca 2006         | Liga Mistrzów | Niemcy    | Bayern Monachium | S     | 4:1 (2:1) | Inzaghi 7', 47', Szewczenko 25', Kaká 59' – Ismael 35'                                       |
| 41  | 12 marca 2006        | Serie A       | Włochy    | Juventus F.C.    | W     | 0:0       | -                                                                                            |
| 42  | 19 marca 2006        | Serie A       | Włochy    | Udinese Calcio   | W     | 4:0 (1:0) | Szewczenko 42', 65', Gilardino 60, Seedorf 71'                                               |
| 43  | 26 marca 2006        | Serie A       | Włochy    | ACF Fiorentina   | S     | 3:1 (1:1) | Szewczenko 20', Kaká 48', Gattuso 60' – Toni 13'                                             |
| 44  | 29 marca 2006        | Liga Mistrzów | Francja   | Olympique Lyon   | W     | 0:0       | -                                                                                            |
| 45  | 1 kwietnia 2006      | Serie A       | Włochy    | US Lecce         | W     | 0:1 (0:0) | Konan 54'                                                                                    |
| 46  | 4 kwietnia 2006      | Liga Mistrzów | Francja   | Olympique Lyon   | S     | 3:1 (1:1) | Inzaghi 25', 88', Szewcznko 90+3' – Diarra 31'                                               |
| 47  | 9 kwietnia 2006      | Serie A       | Włochy    | Chievo Werona    | S     | 4:1 (1:1) | Nesta 28', Kaká 62', 70'(k), 90+1' – Pellisier 13'                                           |
| 48  | 15 kwietnia 2006     | Serie A       | Włochy    | Inter Mediolan   | S     | 1:0 (0:0) | Kaładze 70'                                                                                  |
| 49  | 18 kwietnia 2006     | Liga Mistrzów | Hiszpania | FC Barcelona     | S     | 0:1 (0:0) | Giuly 56'                                                                                    |
| 50  | 23 kwietnia 2006     | Serie A       | Włochy    | FC Messina       | W     | 3:1 (2:1) | Jankulovski 32', Gattuso 44', Gilardino 90' – Sculli 6'                                      |
| 51  | 26 kwietnia 2006     | Liga Mistrzów | Hiszpania | FC Barcelona     | W     | 0:0       | -                                                                                            |
| 52  | 30 kwietnia 2006     | Serie A       | Włochy    | AS Livorno       | S     | 2:0 (1:0) | Inzaghi 28', 65'                                                                             |
| 53  | 7 maja 2006          | Serie A       | Włochy    | Parma F.C.       | W     | 3:2 (2:0) | Kaká 28', Cafu 43', Seedorf 56' – Corradi 54', 88'                                           |
| 54  | 14 maja 2006         | Serie A       | Włochy    | AS Roma          | S     | 2:1 (2:1) | Kaká 4', Amoroso 45' – Mexes 33'                                                             |

## Terminarz
| - 28 sierpnia 2005     | Ascoli – Milan 1:1          |
| - 10 września 2005     | Milan – Siena 3:1           |
| - 18 września 2005     | UC Sampdoria – Milan 2:1    |
| - 21 września 2005     | Milan – S.S. Lazio 2:0      |
| - 25 września 2005     | Treviso – Milan 0:2         |
| - 2 października 2005  | Milan – Reggina 2:1         |
| - 16 października 2005 | Cagliari Calcio – Milan 0:2 |
| - 23 października 2005 | Milan – US Palermo 2:1      |
| - 26 października 2005 | Empoli FC – Milan 1:3       |
| - 29 października 2005 | Milan – Juventus F.C. 3:1   |
| - 6 listopada 2005     | Milan – Udinese Calcio 5:1  |
| - 20 listopada 2005    | ACF Fiorentina – Milan 3:1  |
| - 26 listopada 2005    | Milan – Lecce 2:1           |
| - 3 grudnia 2005       | Chievo – Milan 2:1          |
| - 11 grudnia 2005      | Inter Mediolan – Milan 3:2  |
| - 18 grudnia 2005      | Milan – ACR Messina 4:0     |
| - 21 grudnia 2005      | Livorno – Milan 0:3         |
| - 8 stycznia 2006      | Milan – Parma 4:3           |
| - 15 stycznia 2006     | AS Roma – Milan 1:0         |

|                    |                             |
| - 18 stycznia 2006 | Milan – Ascoli 1:0          |
| - 22 stycznia 2006 | Siena – Milan 0:3           |
| - 29 stycznia 2006 | Milan – UC Sampdoria 1:1    |
| - 5 lutego 2006    | S.S. Lazio – Milan 0:0      |
| - 8 lutego 2006    | Milan – Treviso 5:0         |
| - 12 lutego 2006   | Reggina – Milan 1:4         |
| - 18 lutego 2006   | Milan – Cagliari Calcio 1:0 |
| - 26 lutego 2006   | US Palermo – Milan 0:2      |
| - 5 marca 2006     | Milan – Empoli FC 3:0       |
| - 12 marca 2006    | Juventus F.C. – Milan 0:0   |
| - 19 marca 2006    | Udinese Calcio – Milan 0:4  |
| - 26 marca 2006    | Milan – ACF Fiorentina 3:1  |
| - 1 kwietnia 2006  | Lecce – Milan 1:0           |
| - 9 kwietnia 2006  | Milan – Chievo 4:1          |
| - 15 kwietnia 2006 | Milan – Inter Mediolan 1:0  |
| - 23 kwietnia 2006 | ACR Messina – Milan 1:3     |
| - 30 kwietnia 2006 | Milan – Livorno 2:0         |
| - 7 maja 2006      | Parma – Milan 2:3           |
| - 14 maja 2006     | AS Roma – Milan 2:1         |

| - 13 września 2005     | Milan – Fenerbahçe SK 3:1    |
| - 28 września 2005     | FC Schalke 04 – Milan 2:2    |
| - 19 października 2005 | Milan – PSV Eindhoven 0:0    |
| - 1 listopada 2005     | PSV Eindhoven – Milan 1:0    |
| - 23 listopada 2005    | Fenerbahçe SK – Milan 0:4    |
| - 6 grudnia 2005       | Milan – FC Schalke 04 3:2    |
| - 21 lutego 2005       | Bayern Monachium – Milan 1:1 |
| - 8 marca 2005         | Milan – Bayern Monachium 4:1 |
| - 29 marca 2005        | Olympique Lyon – Milan 0:0   |
| - 4 kwietnia 2005      | Milan – Olympique Lyon 3:1   |
| - 18 kwietnia 2005     | Milan – FC Barcelona 0:1     |
| - 26 kwietnia 2005     | FC Barcelona – Milan 0:0     |

| - 29 listopada 2005 | Milan – Brescia 3:1    |
| - 11 stycznia 2006  | Brescia – Milan 3:4    |
| - 31 stycznia 2006  | US Palermo – Milan 3:0 |
| - 26 lutego 2006    | Milan – US Palermo 1:0 |

## Skład zespołu
| Nr         | Kraj       | Imię i nazwisko (Pseudonim)             | Urodzony |
| ---------- | ---------- | --------------------------------------- | -------- |
| Bramkarze  |            |                                         |          |
| 1.         | Brazylia   | Nelson de Jesus Silva (Dida)            | 1973     |
| 12.        | Włochy     | Valerio Fiori                           | 1969     |
| 16.        | Australia  | Zeljko Kalac                            | 1972     |
| Obrońcy    |            |                                         |          |
| 2.         | Brazylia   | Marcos Evangelista de Moraes (Cafu)     | 1970     |
| 3.         | Włochy     | Paolo Maldini (kapitan drużyny)         | 1968     |
| 4.         | Gruzja     | Kacha Kaladze                           | 1978     |
| 5.         | Włochy     | Alessandro Costacurta                   | 1966     |
| 13.        | Włochy     | Alessandro Nesta                        | 1976     |
| 17.        | Chorwacja  | Dario Šimić                             | 1975     |
| 18.        | Czechy     | Marek Jankulovski                       | 1977     |
| 31.        | Holandia   | Jaap Stam                               | 1972     |
| 46.        | Włochy     | Lino Marzorati                          | 1986     |
| Pomocnicy  |            |                                         |          |
| 8.         | Włochy     | Gennaro Ivan Gattuso                    | 1978     |
| 10.        | Portugalia | Rui Costa                               | 1972     |
| 14.        | Szwajcaria | Johann Vogel                            | 1977     |
| 20.        | Holandia   | Clarence Seedorf                        | 1976     |
| 21.        | Włochy     | Andrea Pirlo                            | 1979     |
| 22.        | Brazylia   | Ricardo Izecson dos Santos Leite (Kaká) | 1982     |
| 23.        | Włochy     | Massimo Ambrosini                       | 1977     |
| 27.        | Brazylia   | Sérgio Cláudio dos Santos (Serginho)    | 1971     |
| Napastnicy |            |                                         |          |
| 7.         | Ukraina    | Andrij Szewczenko                       | 1976     |
| 9.         | Włochy     | Filippo Inzaghi                         | 1973     |
| 11.        | Włochy     | Alberto Gilardino                       | 1982     |
| 32.        | Włochy     | Christian Vieri                         | 1973     |
| 37.        | Brazylia   | Márcio Amoroso                          | 1974     |

### Transfery w sesji zimowej
Przybyli:
- Márcio Amoroso (z São Paulo FC)

Odeszli:
- Christian Vieri (do AS Monaco)

## Najlepsi strzelcy
| Poz. | Zawodnik          | Bramki (w tym z rzutów karnych) |
| 1    | Andrij Szewczenko | 28 (6)                          |
| 2    | Alberto Gilardino | 19 (1)                          |